# ゼブラ (文具メーカー)
ゼブラ株式会社（英語：ZEBRA Co., Ltd.）は、ボールペンなどで知られる日本の文具メーカー。本社は東京都新宿区東五軒町。ボールペンでは三菱鉛筆、パイロットコーポレーションと並び日本国内でシェアが高い。

## 名称
社名「ゼブラ」の由来は、シマウマが団結力のある動物であることから、社員が人の和を持ってシマウマのように団結して会社を支えてもらいたいという理由から。また、シマウマは漢字で「斑馬」と書き、「王」と「文」の組合わせから成り立っていることも、理由の一つとなっている。

## 沿革
1897年、石川徳松がエンジニアであった松崎仙蔵の協力を得て純国産初の鋼ペン先の開発に成功し、その後「石川ペン先製作所」として発足した。
1914年にはシマウマをデザインしたロゴマークを商標として採用し、「ゼブラペン」ブランドを確立した。
1957年、ペン先に代わる新しい筆記具としてボールペンの開発に着手、1959年に最初の商品「No.5911」を発売した。
1963年には社名を「石川ペン先製作所」から「ゼブラ」へと変更。その後も3色ボールペン、フェルトペン（ハイマッキー）、シャープペンを合体させたシャーボなどの筆記具を開発している。
1981年には世界で初めてボールペンインクの逆流を防ぐシステム「ツインボールシステム」を完成させ、「DXハード」という商品に採用し発売した。
1996年、先代の社長である石川秀明が勲四等瑞宝章を受章。
2014年、世界初のどんなに力を込めても折れないシャープペン「デルガード」を発売。「芯が折れない」「芯がつまらない」というシャープペンユーザーの二大不満を解消した。
2018年、ペン先や筆記中の振動を極限にまで抑えたボールペン「ブレン」を発売。2020年6月には累計販売数800万本を記録した。

## 代表製品

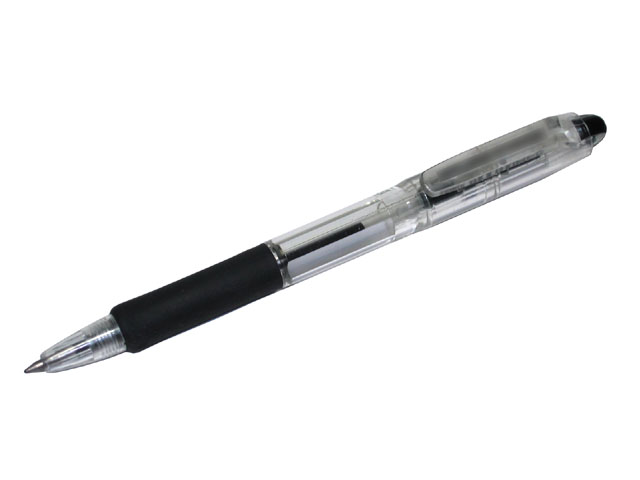
ゼブラ製のボールペン

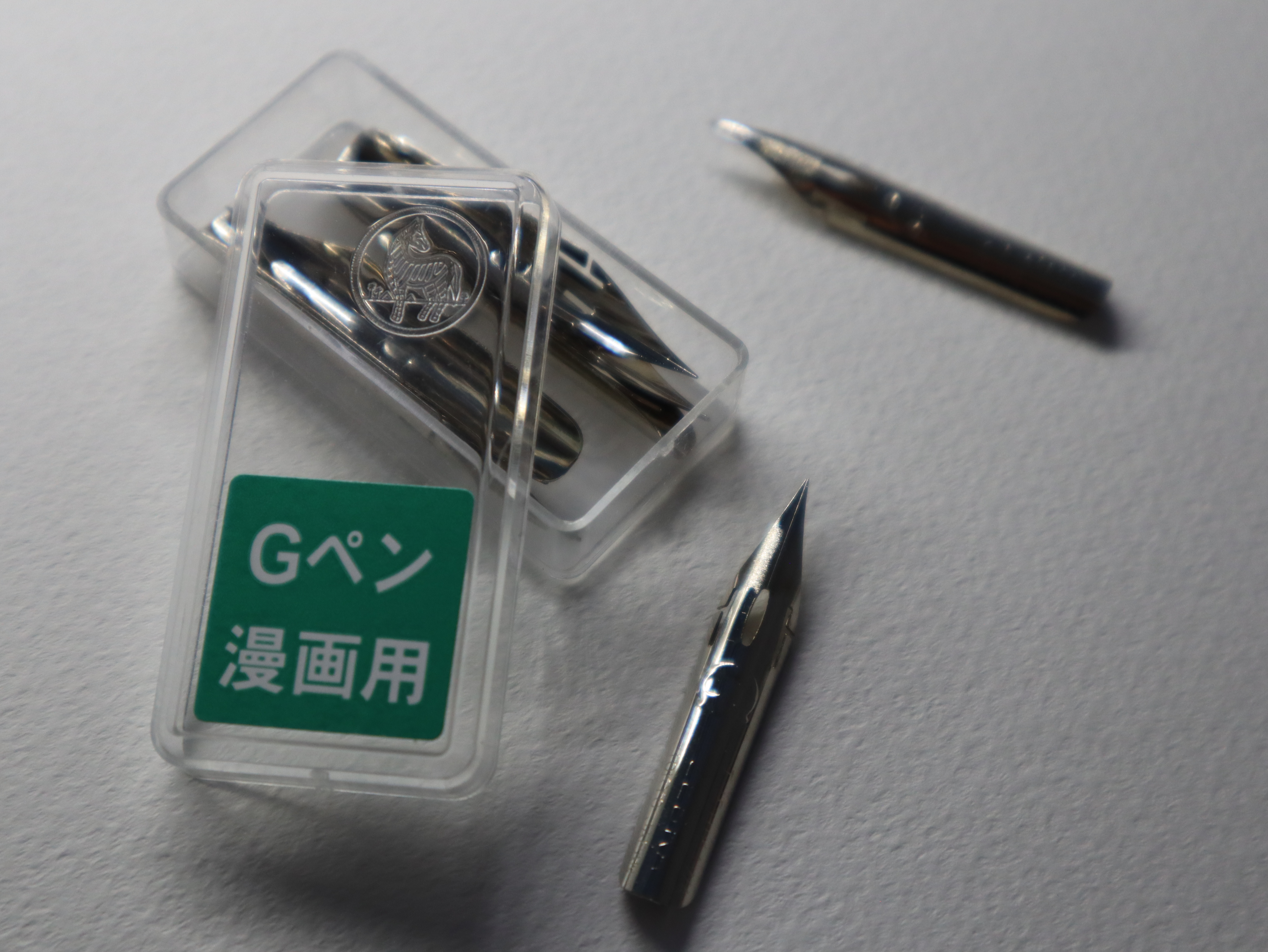
ゼブラ製のGペン

多機能ペンとしては、赤・黒・シャープペンシルがロータリー式にどちらの方向にも動く「SHARBO」や、赤・黒・青・緑・シャープペンシルの5機能をコンパクトに収めた「クリップ・オン マルチ」が代表的である。
東京ディズニーリゾートのパーク内限定で、キャップにミッキーのデザインが施されたオリジナルの「ハイマッキーマウス」（黒と赤）が販売されている。
ゼブラで取り扱っている筆記具の多くは、文具店や量販店・ゼブラのWebサイトで替芯を購入することができる。
- シャーボX
- マッキー
- SARASA
- デルガード
- ドラフィックス
- タプリクリップ
- マイルドライナー
- スラリ
- ブレン
- ジムノック
- Gペン
- チェックペン
- 筆ペン
- ラバー80
- ニューハードケアs

### 過去
- プレフィール
- アルベス
  - イーオー
  - ピールト
- ジムニー
- Be-pen
- タプリ
- ミリペン
- F3000
- クリスタル
- ハードクリスタル
- ニューハード
- ニュークリスタル
- DXハード
- ハードクリスタル太字
- ニューハード太字
- ラバー太字
- ラバー極細
- 蛍光クリスタル
- スーパーファイン
- ニュークリスタルケアs
- ニュースパイラル

## 工場

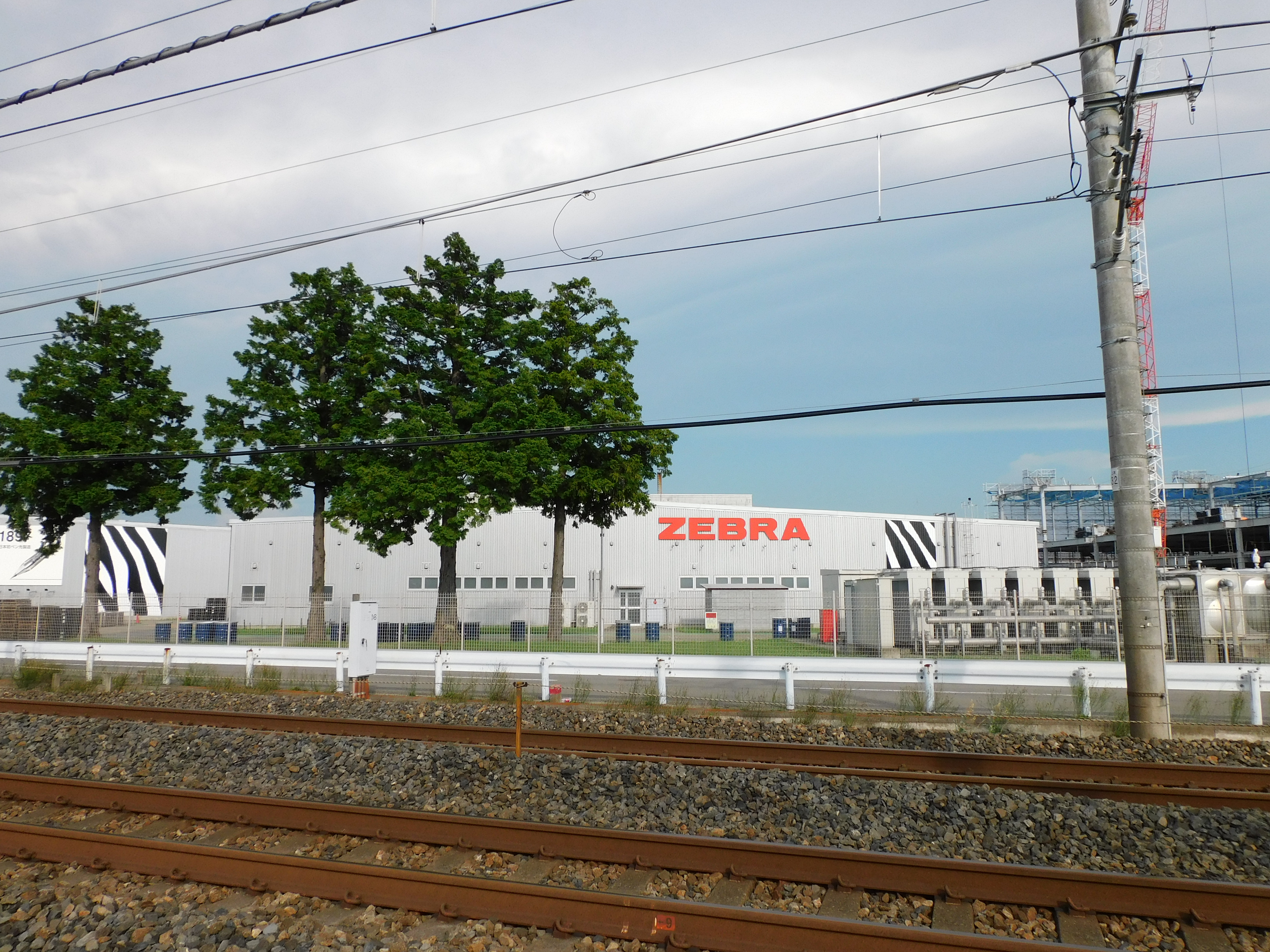
野木工場

ゼブラの生産拠点は、日本・インドネシア・メキシコの3つある。日本国内にある唯一の工場である野木工場（栃木県下都賀郡野木町）では、ボールペンや蛍光ペンなどを製造し、日本国内外に出荷している。

## 海外法人
- ZEBRA PEN CORP. (U.S.A)
- ZEBRA PEN CORP. (Canadian Division)
- ZEBRA PEN(U.K.)LTD
- ZEBRA MEXICO. S.A. DE C.V.
- 斑馬貿易（深圳）有限公司

## キャッチコピー
- Open your imagination.（2006年 -）
- This is a Pen.（1999年 - 2005年。個別の商品向けには「This is a （ワード） Pen.」が入る）
- ゼブラゾーンをわたりましょう。（1990年代前半）

## CM出演者
現在・過去のものを含む。
- 佐々木信也（ボールペン）
- 小林亜星（筆ペン、シャーボ）
- 星野仙一（シャーボ）
- ベッキー（マッキー）
- 出川哲朗（デルガード）